# Arretium
Arretium (dziś: Arezzo) – starożytne miasto w Etrurii, najbogatsze z dwunastu miast tworzących ligę etruską. Słynęło z obróbki stali i wyrobu broni, waz i cegieł. Z miasta tego pochodził Gajusz Cilniusz Mecenas.